# Onosma mersinana
Onosma mersinana är en strävbladig växtart som beskrevs av Riedl, Binzet och Orcan. Onosma mersinana ingår i släktet Onosma och familjen strävbladiga växter. Inga underarter finns listade i Catalogue of Life.